# 1962 Dunant
1962 Dunant eller 1973 WE är en asteroid i huvudbältet, som upptäcktes 24 november 1973 av den Schweiziska astronomen Paul Wild vid Observatorium Zimmerwald. Asteroiden har fått sitt namn efter Schweizaren Henri Dunant, grundaren av Röda Korset.
Asteroiden har en diameter på ungefär 18 kilometer.